# Mouvement de transformation africain
Le Mouvement de transformation africaine (en anglais : African Transformation Movement plus connu sous l'acronyme d'ATM) est un parti politique sud-africain. Il est dirigé par Vuyolwethu Zungula (en), chef et président du parti,,,,. Il est formé avec le soutien du Conseil sud-africain des Églises messianiques du Christ (South African Council of Messianic Churches in Christ, SACMCC), qui, ensemble, sont soutenus par des millions de fidèles.

## Positionnement politique
En janvier 2019, le parti annonce son intention, s'il accède au pouvoir, de rétablir la peine de mort et supprimer les notes de passage dans les écoles publiques.
Mzwanele Manyi, chef de la politique et de la stratégie de l'ATM, déclare en outre que le parti prévoit d'instaurer la peine capitale, même si la Constitution ne consent pas à de telles questions. Manyi affirme que cela est dû au fait que l'Afrique du Sud est considérée comme un « refuge » pour les personnes qui commettent des crimes et ont besoin d'un endroit pour échapper à la loi.
En décembre 2021, le parti affiche son opposition à la vaccination obligatoire contre le Covid-19.

## Résultats électoraux

### Élections législatives
| Année | Voix   | %    | Rang | Élus    |
| ----- | ------ | ---- | ---- | ------- |
| 2019  | 78 030 | 0,44 | 8e   | 2 / 400 |
| 2024  | 63 554 | 0,40 | 13e  | 2 / 400 |

### Élections provinciales
| Année | Cap-Oriental | Cap-Oriental | État libre | État libre | Gauteng | Gauteng | KwaZulu-Natal | KwaZulu-Natal | Limpopo | Limpopo | Mpumalanga | Mpumalanga | Nord-Ouest | Nord-Ouest | Cap-Nord | Cap-Nord | Cap-Occidental | Cap-Occidental |
| Année | %            | Sièges       | %          | Sièges     | %       | Sièges  | %             | Sièges        | %       | Sièges  | %          | Sièges     | %          | Sièges     | %        | Sièges   | %              | Sièges         |
| ----- | ------------ | ------------ | ---------- | ---------- | ------- | ------- | ------------- | ------------- | ------- | ------- | ---------- | ---------- | ---------- | ---------- | -------- | -------- | -------------- | -------------- |
| 2019  | 1,52         | 1/63         | 0,78       | 0/30       | 0,25    | 0/73    | 0,49          | 1/80          | 0,28    | 0/49    | 0,61       | 0/30       | 0,39       | 0/33       | 0,24     | 0/30     | 0,24           | 0/42           |
| 2024  | 1,55         | 1/73         | 0,71       | 0/30       | 0,29    | 0/80    | 0,18          | 0/80          | 0,09    | 0/64    | 0,43       | 0/51       | 0,16       | 0/38       | 0,10     | 0/30     | 0,28           | 0/42           |

### Élections municipales
| Election | Voix    | %    | Sièges |
| -------- | ------- | ---- | ------ |
| 2021     | 189 943 | 0,62 | 53     |